# Reutsachsen
Reutsachsen ist ein Wohnplatz auf der Gemarkung des Creglinger Stadtteils Blumweiler im Main-Tauber-Kreis im fränkisch geprägten Nordosten Baden-Württembergs.

## Geschichte
Der Ort wurde im Jahre 1260 erstmals urkundlich als Richetensachsen erwähnt. Im Jahre 1287 folgte eine weitere Erwähnung als Rietzensassen. Der Ortsname stammt wohl von einem Personenname ab. Der Bestandteil Sachsen weist eventuell auf eine karolingerzeitliche Ansiedlung von Sachsen im Ort hin. Der Ort stammt wohl aus dem Besitz der Küchenmeister von Rothenburg und ging mit Seldeneck an die Reichsstadt Rothenburg ob der Tauber über. Das dortige Spital war bereits im Jahre 1260 im Ort begütert, das Deutschordenshaus vor 1288 und veräußerte seinen Besitz im Jahre 1671 endgültig an die Reichsstadt.
Der Ort kam als Teil der ehemals selbständigen Gemeinde Blumweiler am 1. Februar 1972 zur Stadt Creglingen.

## Kultur und Sehenswürdigkeiten

### Kulturdenkmale
Kulturdenkmale in der Nähe des Wohnplatzes sind in der Liste der Kulturdenkmale in Creglingen verzeichnet.

### Rad- und Wanderwege
Reutsachsen liegt am Radweg Liebliches Taubertal – der Sportive.

## Verkehr
Der Ort ist über die L 1020 zu erreichen.